# Bloodline Records
Pour les articles homonymes, voir Bloodline.
Bloodline Records est un label discographique de hip-hop américain, situé à New York, dans l'État de New York. Il est fondé en 2000 par Earl Simmons mieux connu sous le nom de DMX. Le label était chez Def Jam Records, mais quand DMX quitte le label il passe aux mains de Sony BMG Records.

## Histoire
Bloodline est fondé par Earl « DMX » Simmons et initialement distribué par Def Jam Recordings. Le premier artiste à signer au label est Bizarre Royale. Après le lancement du label, DMX prévoit pour son nouveau label de nouveaux films intitulés Exit Wounds, un film réalisé par Andrzej Bartkowiak, et le prochain film The Crow.
En juillet 2001, Bloodline organise un concours dans lequel le ou la gagnante peut remporter l'album The Great Depression de DMX, et un t-shirt à l'effigie du label. Le rappeur Yung Berg signe au label à l'âge de 16 ans, et débute sous le nom de scène Iceberg sur la chanson Dog 4 Life en 2001, publiée par Bloodline Records. La même année, il quitte le label sous la requête de ses parents. Berg reste inactif jusqu'en 2008, année durant laquelle il publie Sexy Can I avec Ray J. Loose Cannon qui est apparu sur It's Dark and Hell Is Hot, eu une dispute avec DMX, lorsque celui-ci réutilise un couplet qu'il lui avait vendu sur Where the Hood At?. Loose quitte alors le label en 2004. 
En 2004, Bloodline Records annonce son intention de recruter des rappeurs britanniques de talents qui auront l'opportunité d'enregistrer avec le label. En 2006, Kashmir (ou simplement Kash) quitte le label pour poursuivre sa carrière solo. Big Stan quitte aussi Bloodline Records pour en 2007 pour s'occuper de sa propre compagnie, Live Young Die Rich Entertainment. En juillet 2014, Word One signe au label,.

## Membres
Les membres actuels du label incluent : DMX, Jinx, Janyce, BZR Royale, et Word One (depuis 2014).
Les producteurs incluent : Lot Musik, Dame Grease, Devine Bars, PK a.k.a. P. et Killer Trackz.
Les anciens membres du label sont : Yung Berg, Loose Cannon, Kashmir, et Big Stan.